# روهوزنیتسه (ناحیه ییچین)
روهوزنیتسه (به چکی: Rohoznice) یک منطقهٔ مسکونی در جمهوری چک است که در شهرستان ییچین واقع شده‌است.